# (6486) Anitahill
(6486) Anitahill es un asteroide perteneciente al cinturón de asteroides, región del sistema solar que se encuentra entre las órbitas de Marte y Júpiter.
Fue descubierto el 17 de marzo de 1991 por Eleanor F. Helin  desde el Observatorio Palomar.

## Designación y nombre
Designado provisionalmente como 1991 FO, fue nombrado en honor a Anita Hill (n. 1956) es una abogada y profesora estadounidense. Su testimonio en las audiencias de confirmación del juez de la Corte Suprema de los Estados Unidos Clarence Thomas inspiró a generaciones de mujeres a denunciar el acoso y condujo a que más mujeres participaran en la política estadounidense. Sigue abogando por los derechos humanos.

## Características orbitales
Anitahill está situado a una distancia media del Sol de 2,319 ua, pudiendo alejarse hasta 2,504 ua y acercarse hasta 2,134 ua. Su excentricidad es 0,080 y la inclinación orbital 6,295 grados. Emplea 1290,11 días en completar una órbita alrededor del Sol.

## Características físicas
La magnitud absoluta de Anitahill es 14,34. Tiene 3,290 km de diámetro y su albedo se estima en 0,449.